# 4314 Dervan
4314 Dervan eller 1979 ML3 är en asteroid i huvudbältet som upptäcktes den 25 juni 1979 av de båda amerikanska astronomerna Eleanor F. Helin och Schelte J. Bus vid Siding Spring-observatoriet. Den är uppkallad efter Peter Dervan.
Asteroiden har en diameter på ungefär 5 kilometer.